# Josef Brinkhues
Josef Brinkhues (* 21. Juni 1913 in Aachen; † 7. Juni 1995) war ein deutscher altkatholischer Geistlicher und der siebente Bischof der Alt-Katholischen Kirche in Deutschland.

## Leben

Bischof Brinkhues beim Eröffnungsgottesdienst anlässlich der Bundesgartenschau 1979 in Bonn (3. von rechts)

Josef Brinkhues studierte ab 1932 an der philosophisch-theologischen Lehranstalt in Frankfurt am Main. Er wechselte 1934 zum Studium der altkatholischen Theologie nach Bonn. 1937 wurde er zum Priester geweiht und war dann Pfarrvikar, zuerst in Blumberg, danach in Mannheim. 1938 wurde er Pfarrhelfer in Essen. Brinkhues wurde 1939 in die Geistlichkeit aufgenommen. Im Zweiten Weltkrieg diente er als Feldwebel und R.O.B. im Sanitätsdienst. Ab dem 24. Juni 1944 war seine Dienstbezeichnung Pfarrer.
Am 10. Januar 1946 wurde er aus der Kriegsgefangenschaft entlassen. Er war danach in Aachen und Koblenz tätig. 1947 wurde er Pfarrer in Heidelberg und 1964 Generalvikar. Mit 94 von 151 Stimmen wurde er 1965 zum Bischofskoadjutor mit dem Recht der Nachfolge gewählt. 1966 wurde er zum Bischof geweiht und übernahm das Bischofsamt. Er ging 1986 in den Ruhestand.
Verheiratet war er mit Ilse Brinkhues, geb. Volckmar (1923–2012).